# Battaglia di Versa
La battaglia di Versa oppure battaglia di Ponte di Versa è stata una battaglia risorgimentale combattuta il 26 luglio 1866 tra il Regno d'Italia e l'Austria, al termine della terza guerra di indipendenza italiana a Versa, attuale frazione di Romans d'Isonzo, in provincia di Gorizia, al confine con la provincia di Udine.
Lo scontro bellico, che fece seguito alla "tregua d'armi" firmata due giorni prima, non ebbe tuttavia alcuna conseguenza dal punto di vista del controllo politico del territorio situato alla sinistra del torrente Torre, che in seguito all'armistizio di Cormons restò asburgico sino al 1919.

## Forze in campo

### Lo schieramento austriaco
Presero parte a questo scontro, alla guida del colonnello Török da parte imperiale:
- più di due squadroni del Reggimento Ussari Württemberg (300 cavalieri)
- 18 compagnie dei Reggimenti "Arciduca L. Vittore", "Nagy", "Granduca di Toscana" (2 500 uomini)
- una sezione del 7º Reggimento d'Artiglieria (2 pezzi)

### Lo schieramento italiano
Dal versante italiano, le forze guidate da Alberto Carlo Gilberto De la Foreste de Divonne furono:
- cinque squadroni di cavalleria del 9º Reggimento Lancieri di Firenze (400 cavalieri)
- quattordici compagnie dei Bersaglieri del 10º, 16º, 22º e 35º Battaglione (1 600 uomini)
- 5ª Batteria dell'8º Reggimento Artiglieria[3] (6 pezzi)

## Svolgimento del conflitto
Lo scontro avvenne dopo mezzogiorno e proseguì fino alle 14:00 sul ponte di legno sul fiume Torre, tra l'esercito italiano che giungeva da Palmanova, come avanguardia della spedizione di Cialdini, e le truppe austriache accampate sulla sponda sinistra del torrente Torre.

## Conseguenze
La battaglia (che causò 30 morti, 64 feriti e 83 dispersi fra gli austriaci, mentre il bilancio italiano fu di 6 morti, 29 feriti, 30 dispersi, 10 prigionieri e 32 cavalli morti) fu vinta dalle forze italiane che entrarono vittoriose a Versa, la quale rimase tuttavia sotto il dominio italiano solo per pochi giorni, ritornando sotto l'impero d'Austria a seguito dell'armistizio di Cormons.
Per ricompensare lo sforzo dei soldati italiani vennero premiati 38 uomini e allo stendardo del reggimento Lancieri di Firenze fu conferita la medaglia di bronzo al valor militare con la seguente motivazione:
(Regio Decreto 6 dicembre 1866)

## Il campo di battaglia oggi
La battaglia fu considerata molto importante per i Lancieri di Firenze, che fino allo scioglimento del reggimento avvenuto nel 1958 celebrò la propria festa il 26 luglio, anniversario della battaglia.
La battaglia è ricordata in due lapidi commemorative: una situata nella piazza principale di Versa ed inaugurata dal presidente della Repubblica Giuseppe Saragat nel centenario dell'episodio. L'altra lapide si trova sempre a Versa, presso casa Baldassi, in via Lauretana 11, che fu sede del comando della 2° Brigata di cavalleria "La Forest" dal 26 luglio al 5 agosto 1866.
Nell'estate 2016 sono state rinvenute nel greto del torrente Torre alcune tombe dei soldati caduti durante lo scontro.